# Obléhání Paříže (1429)
Obléhání Paříže v roce 1429 byl pokus francouzského krále Karla VII. dobýt zpět hlavní město ovládané Burgunďany a Angličany. Obléhání skončilo nezdarem francouzských královských vojsk.

## Historický kontext
Po dobytí Paříže Jindřichem V. v roce 1420 anglický král podporoval rozvoj města tím, že potvrdil měšťanům jejich stará privilegia a dokonce i uděloval nová. Pařížané přijali Angličany především z nenávisti ke Karlu VII., kterého přezdívali "král měšťáků", a k Armagnakům, od kterých se obávali ohrožení svých dávných výsad. Po bitvě u Montépilloy 26. srpna 1429 Johanka z Arku a vévoda Jan II. z Alençonu obsadili Saint-Denis severně od Paříže. Dne 28. srpna podepsal Karel VII. příměří v Compiègne, s výjimkou měst Saint-Cloud, Vincennes, Charentonu a Paříže.

## Průběh
Na počátku září Karel VII. rozbil svůj tábor na návrší Saint-Roch u Paříže. Dne 3. září dorazila Johanka z Arku v doprovodu vévodů z Alençonu a Bourbonu, vévodů Bourbon-Vendôme a Laval, maršálů Gillese de Rais a Etienna de Vignolles a jejich vojsky a ubytovali se ve vesnici La Chapelle. Po několika dnech drobných výpadů u různých bran Paříže se Johanka z Arku pomodlila v kapli Sainte-Geneviève. Ve čtvrtek 8. září 1429 zaútočili Johanka z Arku, vévoda z Alençonu a maršálové Gilles de Rais a Jan de Brosse na bránu Saint-Honoré. Johanka z Arku nechala na vrchu Saint-Roch umístit děla na podporu útoku. Pařížané se silně bránili. Johanka z Arku byla sama zraněna střelou kuše do nohy, když se pokoušela překonat vodní příkop před branou. Byla převezena zpět do ležení v La Chapelle. Přestože chtěla pokračovat v útoku na Paříž, král nařídil ústup do opatství Saint-Denis. Po čtyřech hodinách útok skončil.

## Následky
Po vojenském neúspěchu se Karel VII. snažil město získat jinak. V roce 1430 podpořil spiknutí, které však Angličané odhalili a popravili šest Pařížanů.